# Olympiastadion
Olympiastadion är ett namn som brukar användas om huvudstadion under Olympiska sommarspelen. På denna hålls traditionellt invigning, avslutning samt tävlingar i friidrott och ibland andra grenar. Ofta men inte alltid har dessa Olympiastadion i sitt officiella namn.

## Huvudstadion under sommar-OS
| Olympiad | Stadion                        | Stad           | Land           |
| -------- | ------------------------------ | -------------- | -------------- |
| 1896     | Panathinaikostadion            | Aten           | Grekland       |
| 1900     | Vélodrome de Vincennes         | Paris          | Frankrike      |
| 1904     | Francis Field                  | Saint Louis    | USA            |
| 1908     | White City Stadium             | London         | Storbritannien |
| 1912     | Stockholms stadion             | Stockholm      | Sverige        |
| 1920     | Antwerpens Olympiastadion      | Antwerpen      | Belgien        |
| 1924     | Stade Olympique Yves-du-Manoir | Paris          | Frankrike      |
| 1928     | Amsterdams Olympiastadion      | Amsterdam      | Nederländerna  |
| 1932     | Los Angeles Memorial Coliseum  | Los Angeles    | USA            |
| 1936     | Berlins Olympiastadion         | Berlin         | Nazityskland   |
| 1948     | Wembley Stadium                | London         | Storbritannien |
| 1952     | Helsingfors Olympiastadion     | Helsingfors    | Finland        |
| 1956     | Melbourne Cricket Ground       | Melbourne      | Australien     |
| 1960     | Roms Olympiastadion            | Rom            | Italien        |
| 1964     | Tokyos Olympiastadion          | Tokyo          | Japan          |
| 1968     | Estadio Olímpico Universitario | Mexico City    | Mexiko         |
| 1972     | Münchens Olympiastadion        | München        | Västtyskland   |
| 1976     | Stade Olympique                | Montréal       | Kanada         |
| 1980     | Luzjnikistadion                | Moskva         | Sovjetunionen  |
| 1984     | Los Angeles Memorial Coliseum  | Los Angeles    | USA            |
| 1988     | Seouls Olympiastadion          | Seoul          | Sydkorea       |
| 1992     | Estadi Olímpic Lluís Companys  | Barcelona      | Spanien        |
| 1996     | Centennial Olympic Stadium     | Atlanta        | USA            |
| 2000     | Stadium Australia              | Sydney         | Australien     |
| 2004     | Atens Olympiastadion           | Aten           | Grekland       |
| 2008     | Pekings Nationalstadion        | Peking         | Kina           |
| 2012     | Londons Olympiastadion         | London         | Storbritannien |
| 2016     | Maracanã                       | Rio de Janeiro | Brasilien      |
| 2020     | Tokyos Olympiastadion          | Tokyo          | Japan          |

## Arenor som inte blivit OS-arena
I vissa fall har det byggts arenor i samband med ansökning om att få arrangera ett olympiskt spel. I många fall har dessa arenor fått namnet Olympisastadion trots att staden inte blev tilldelad det olympiska arrangemanget.
- Atatürk Olimpiyat Stadyumu - Istanbul
- Estadio Olímpico de Sevilla - Sevilla
- Olympiako Stadio Athinas 'Spyros Louis' - Aten (1996) Blev huvudarena för spelen 2004
- Estádio Olímpico João Havelange - Rio de Janeiro Byggdes för Pan Amerikanska spelen 2007
- Guangdong Olympic Stadium - Guangzhou, Kina (2008) Föreslagen som huvudarena, men Pekings Nationalstadion (Fågelboet) valdes istället.

### Inte associerade med Olympiska spel
Olympiastadion används också för de arenor som håller officiella mått som IAAF och IOC fastställt för friidrott. Det finns ett antal arenor som heter Olympiastadion utan att vara associerade med Olympiska spel:
- Stade Olympique de la Pontaise - Lausanne. IOC har sitt huvudkvarter i Lausanne
- Asjchabads olympiastadion - Asjchabad
- Estádio Olímpico Monumental - Porto Alegre
- Stadio Olimpico - Serravalle San Marino
- Phnom Penh National Olympic Stadium - Phnom Penh
- Kievs olympiastadion - Kiev Gruppspel under OS 1980 spelades på stadion
- Olympic Stadium - Wrocław
- Estádio Olímpico João Havelange - Rio de Janeiro